# Thierry Bellangé
Pour les articles homonymes, voir Bellangé.
Thierry Bellangé, est un peintre lorrain, du XVIIe siècle, de Nancy. 

## Biographie
Il naquit à Nancy vers 1596 ; il fut l'ami de Jacques Callot, de Ruet, de Silvestre, de Jean Le Clerc, de Charles Chassel, et de tous ces jeunes artistes qui ont jeté tant d'éclat sur le règne pacifique de Charles III de Lorraine, duc de Lorraine. Il suivit avec eux l'atelier de Claude-Israël Henriot, peintre champenois distingué, que le prince lorrain avait attiré à sa cour en 1596, pour le faire concourir à l'embellissement de son palais et de sa capitale, et surtout pour attacher aux principales églises de la province des vitraux de son invention ; car Henriot excellait dans la peinture sur verre. 
Bellangé cependant n'adopta ni le genre ni la manière de son maître son esprit actif ne pouvait s'y prêter. Il fallait à sa pensée un mode plus expéditif de la peindre aux yeux, et souvent il esquissa sur des murailles de cloître, sur des piliers d'église, l'ensemble original d'idées bizarres aussi vives que fugitives. Avec un caractère qui ne pouvait consentir à représenter autre chose que ce qu'il sentait à la minute, Bellangé était déplacé sur un petit théâtre. Ses amis le sentaient et quoiqu'il fût généreusement traité par Charles III, quoiqu'il pût trouver dans les abbayes de la province de grandes ressources, car alors les beaux-arts devaient presque toute leur existence au clergé, il quitta la Lorraine et vint à Paris, où Simon Vouet remploya à dessiner une partie des paysages et des ornements dont il était chargé. 
Bellangé s'en acquitta avec d'autant plus de succès que cette variété lui plaisait. Il fit aussi des patrons de tapisserie royale ; travailla avec Lebrun, Lesueur, Mignard, et tous ces élèves devenus maîtres en sortant de l'école de Vouet, aux décorations de Saint-Germain-en-Laye, du Luxembourg et de plusieurs hôtels de la capitale. Cependant, au bout de quelques années, il se lassa de cette variété même, qui lui était imposée par un maître : il lui parut peu noble de s'asservir aux caprices d'un artiste lorsque l'on sent en soi les germes d'un talent véritable, et il revint en Lorraine, où l'avait peut-être rappelé Charles III, qui lui donna aussitôt des travaux importants à exécuter. 11 peignit à fresque une grande salle de la cour, démolie en exécuta les douze Césars, en grandeur colossale, pour le château de Morainville ; une Conception de la Vierge à la paroisse Notre-Dame ; un Christ aux Minimes, une Vierge au lit de la mort, environnée d'apôtres et de chérubins, pour une chapelle latérale de la même église ; mais la plus belle composition de cet habile artiste, celle qui mériterait à elle seule de lui faire un nom célèbre, et digne de rivaliser avec ceux des grands maîtres du siècle, est l'Assomption, dans l'église des Minimes, vaste tableau qui occupait le fond du chœur et presque toute la coupole du sanctuaire. La Vierge offrant de la main gauche un chapelet à St. François de Paule, et de l'autre tenant l'enfant Jésus qui donne un chapepelet à une religieuse de St-Dominique, formait le fond de cette représentation colossale. Aux pieds de la Vierge se déroulait le plan d'une église, symbole des vœux des fondateurs ; puis, dans divers groupes symétriquement ordonnés, paraissaient Charles III, ses trois fils, la duchesse Claude et ses quatre filles, drapées avec noblesse et sans poudre à leurs cheveux, fait assez remarquable dans un temps où l'on n'eût pas manqué de représenter Jules César en perruque. Cet ensemble majestueux formait un ovale autour duquel étaient représentés, dans une riche bordure, les mystères de la passion de Jésus-Christ et de la vie delà Ste-Vierge. Bellange est mort à Nancy, vers le milieu du XVIIe siècle.

## Source
« Thierry Bellangé », dans Louis-Gabriel Michaud, Biographie universelle ancienne et moderne : histoire par ordre alphabétique de la vie publique et privée de tous les hommes avec la collaboration de plus de 300 savants et littérateurs français ou étrangers, 2e édition, 1843-1865 [détail de l’édition]